# Казак, Пётр Николаевич
Пётр Николаевич Казак — российский военный лётчик. Генерал-майор.
Окончил Сызранское высшее военное авиационное училище лётчиков.
В 1991—2003 годах — начальник авиации Московского военного округа. В 2003—2004 годах принимал участие в Миротворческой операции ООН в Сьерра-Леоне.
Летчик-снайпер, Заслуженный военный лётчик Российской Федерации (1993).
Совершил более 400 боевых вылетов на вертолёте Ми-24 в Чечне и Афганистане.